# 安達盧西亞 (亞利桑那州)
安達盧西亞（英語：Andalusia）是位於美國亞利桑那州馬里科帕縣的一個非建制地區。該地的面積和人口皆未知。

## 地理
安達盧西亞的座標為33°34′10″N 111°52′13″W / 33.56944°N 111.87028°W，而該地的平均海拔高度為412米（即1352英尺）。